# Sarmín
Sarmin je město v severozápadní Sýrii. Nachází se 15 kilometrů jihovýchodně od města Idlib – hlavního města guvernorátu Idlib, kterého je administrativně součástí, v nadmořské výšce asi 390 metrů.

## Historie

### Středověké období
Sarmin byl místem velké vojenské konfrontace mezi křižáky a seldžuckými Turky. Ve 13. století bylo město oslavováno, i když bylo malé a obyvatelé byli podle Jakút al-Hamawí ar-Rúmího Ismá'ílíjové. Ajjúbovský vládce Hama a arabský učenec Abulfeda popsal Sarmin jako město s velkou rozlohou a velmi úrodnou přináležející půdou. Město mělo páteční mešitu a postrádalo hradby. 
V roce 1355 Sarmin navštívil Abú Abdallah ibn Battúta, který psal o hojnosti stromů, především oliv, které zde rostou. Výroba mýdla byla velmi rozšířená a „cihlové mýdlo“ se vyváželo do Damašku a Káhiry. Kromě toho se zde vyrábělo červené a žluté parfémované mýdlo. Vyráběly se zde také bavlněné výrobky. Zmínil se také o „krásné“ mešitě s devíti kopulemi.

### Syrská občanská válka
Sarmin byl během občanské války ostřelován a jedna z jeho mešit byla vážně poškozena. V srpnu 2017 zabili neznámí pachatelé sedm členů bílých přileb a 1. ledna 2020 dělostřelectvo 5 dětí, když zasáhlo školu.